# احمد درلی
احمد درلی (انگلیسی: Ahmet Dereli؛ زادهٔ ۲۲ اکتبر ۱۹۹۲) بازیکن فوتبال اهل ترکیه است.
از باشگاه‌هایی که در آن بازی کرده‌است می‌توان به باشگاه فوتبال آدانااسپور و باشگاه فوتبال هاتای‌اسپور اشاره کرد.
وی همچنین در تیم ملی فوتبال زیر ۲۱ سال ترکیه بازی کرده‌است.